# Cayaponia espelina
Cayaponia espelina är en gurkväxtart som beskrevs av Célestin Alfred Cogniaux. Cayaponia espelina ingår i släktet Cayaponia och familjen gurkväxter. Inga underarter finns listade i Catalogue of Life.

## Bildgalleri

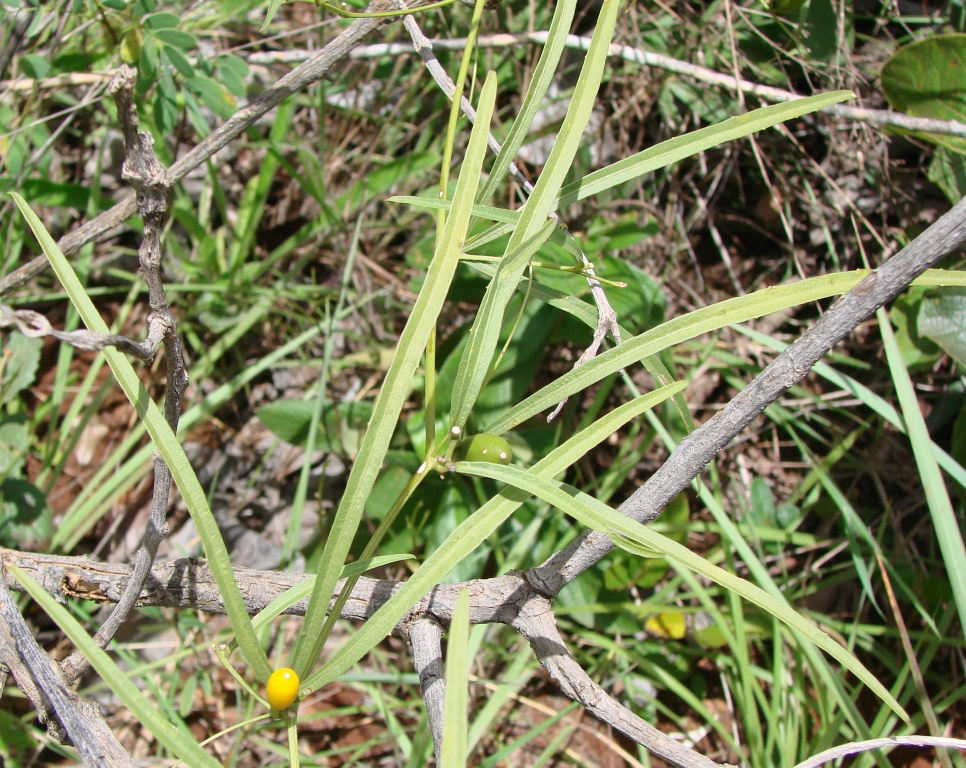
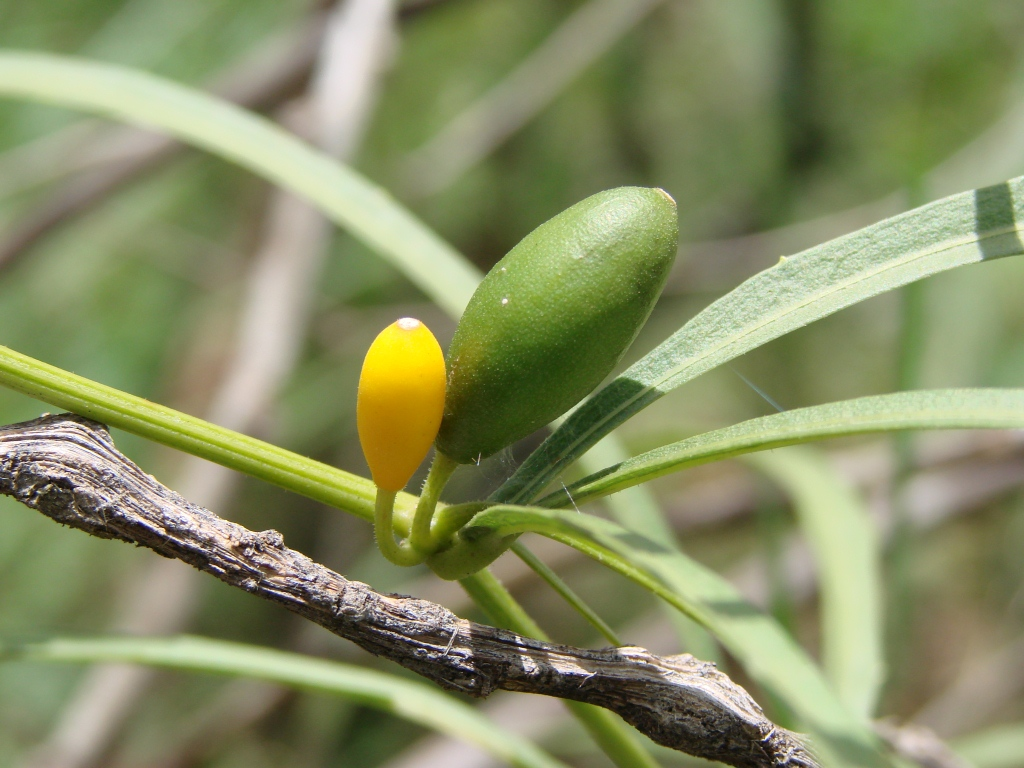